# Nhà tù Newgate

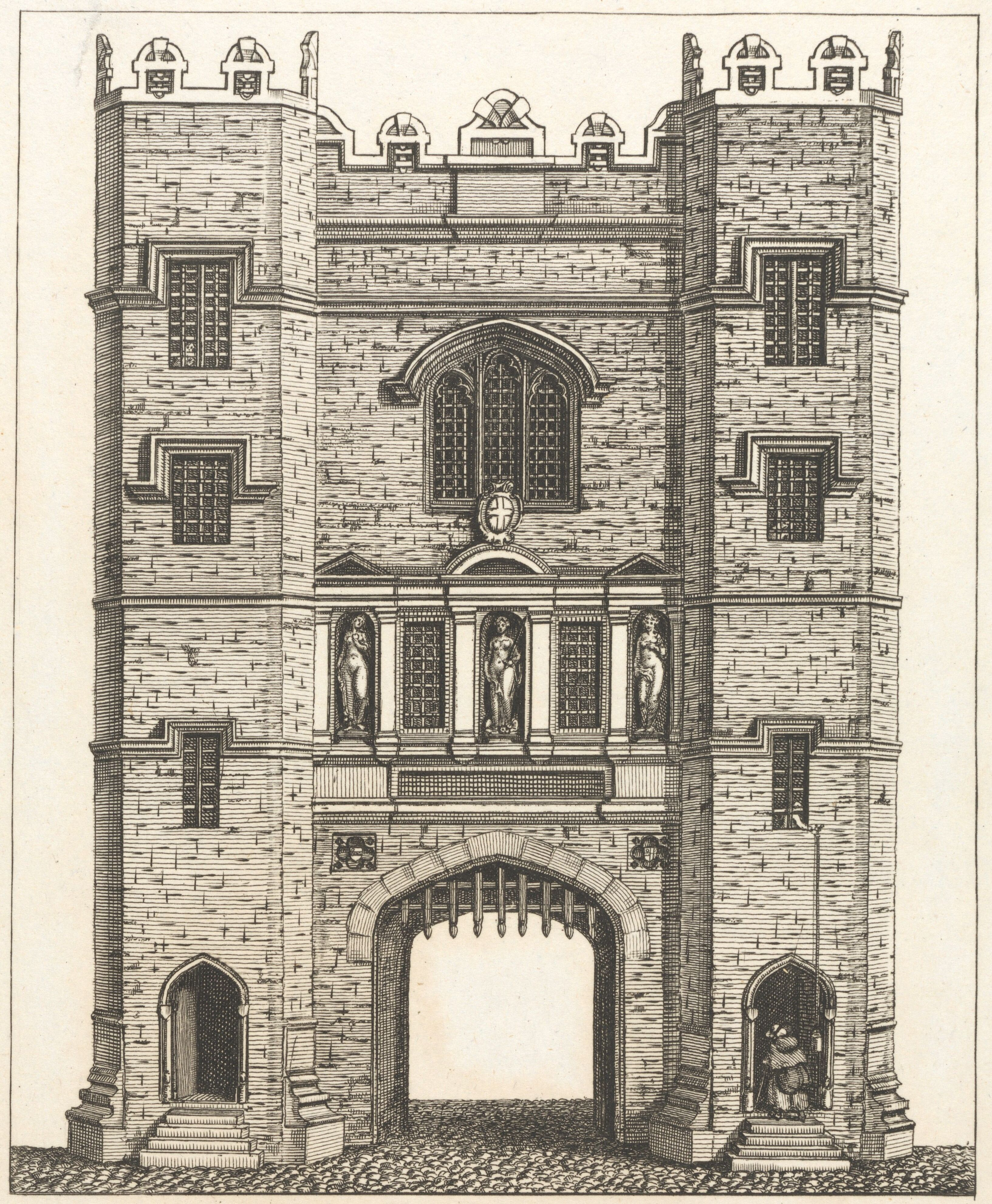
Nhà tù Newgate cũ

Nhà tù Newgate là một nhà tù ở London, ở góc của Phố Newgate và Old Bailey ngay bên trong thành phố London. Ban đầu nó được đặt tại Newgate, một cổng ở Thành London La Mã. Cổng/nhà tù được xây dựng lại vào thế kỷ 12, và bị phá hủy vào năm 1777. Nhà tù được mở rộng và xây dựng lại nhiều lần, và vẫn sử dụng trong hơn 700 năm, từ năm 1188-1902.
Nhà tù đầu tiên tại Newgate được xây dựng vào năm 1188 theo lệnh của Henry II của Anh. Nó đã được mở rộng đáng kể trong năm 1236, và những người thi hành án của thị trưởng London Dick Whittington đã được cấp giấy phép cải tạo vào năm 1422. Nhà tù đã bị phá hủy trong đại hỏa hoạn Luân Đôn 1666, và được xây dựng lại vào năm 1672, mở rộng vào các tòa nhà mới ở phía nam của đường phố.